# Copa Sevilla 2005
Il Copa Sevilla 2005 è stato un torneo di tennis facente parte della categoria ATP Challenger Series nell'ambito dell'ATP Challenger Series 2005. Il torneo si è giocato a Siviglia in Spagna dal 12 al 18 settembre 2005 su campi in terra gialla.

## Vincitori

### Singolare
Marco Mirnegg ha battuto in finale  Marcos Daniel che si è ritirato sul punteggio di 6–3, 3–0.

### Doppio
Marcos Daniel /  Fernando Vicente hanno battuto in finale  Flavio Cipolla /  Alessandro Motti con il punteggio di 6–2, 6(1)–7, 7–5.